# Dido-Klasse
Die Dido-Klasse war die erste Kreuzer-Klasse, die von der Royal Navy im Rahmen des Aufrüstungsprogramms bestellt wurde. Sie erhielten als Flugabwehrkreuzer eine Hauptbewaffnung von fünf Doppeltürmen mit Mehrzweckgeschützen zur Bekämpfung von Flug- und Seezielen. Die Royal Navy bestellte 16 Kreuzer in drei Baulosen von 1936 bis 1939. Beim Ausbruch des Krieges waren die zehn Schiffe der beiden ersten Baulose begonnen worden und sechs vom Stapel gelaufen. Weitere sechs Schiffe wurden im Rahmen des Kriegsprogramms sofort bestellt. Die ersten elf Schiffe wurden von Juli 1940 bis August 1942 in Dienst gestellt. Die letzten fünf Schiffe wurden nach modifizierten Plänen gebaut und kamen von August 1943 bis Januar 1944 als Bellona-Klasse in Dienst.
Fünf Kreuzer der Klasse gingen im Zweiten Weltkrieg verloren. In der Nachkriegszeit wurden Schiffe der Klasse auch von der neuseeländischen und pakistanischen Marine eingesetzt.

## Geschichte der Dido-Klasse
Nach dem Scheitern der britischen Politik der Flottenabrüstung, als 1936 Japan und Italien sich nicht mehr zu einer Begrenzung ihrer Flotten bereit fanden, sah die britische Admiralität den dringendsten Bedarf in einer Verbesserung der Flugabwehr der Flotte. Neben der Nachrüstung vorhandener Einheiten und dem Umbau alter Schiffe zu Flugabwehrschiffen entwickelte die Admiralität als erste Kreuzerklasse des Aufrüstungsbauprogramms neue Flugabwehrkreuzer, die möglichst auf vorhandene Konstruktionen zurückgreifen sollten.
Der Rumpf und die Antriebsanlage der neuen Kreuzer waren eine Anpassung der Leichten Kreuzer der Arethusa-Klasse. Deren sechs Seeziel- und vier schwere Flugabwehrgeschütze sollten durch fünf Doppeltürme des neuen 133-mm-(QF 5,25-inch)-Mehrzweckgeschützes ersetzt werden, die auch als Mittelartillerie auf den neuen Schlachtschiffen der King-George-V-Klasse vorgesehen waren. Dazu war anfangs auch noch eine Bordflugzeuganlage vorgesehen, die aber bei der Auftragsvergabe am 21. März 1937 schon gestrichen war.

## Baugeschichte
Bauaufträge für je ein Schiff erhielten fünf Privatwerften und die Marinewerften in Portsmouth und Chatham.
Der weitgehend der Arethusa-Klasse entsprechende Schiffsrumpf der Dido-Kreuzer war etwas länger als beim Vorgängermodell. Im Vorschiff wurden jetzt drei Doppeltürme überhöht hintereinander eingebaut. Durch den Einbau des ersten Turms dichter am Vorsteven musste der Brückenaufbau nur etwas nach hinten gerückt werden. Der Einbau der hinteren Türme erwies sich nach dem Wegfall der gesonderten 4-Inch-Flak-Batterie des Vorgängermodells als relativ einfach.
Die Maschinenanlage der Arethusa-Klasse konnte nahezu unverändert übernommen werden. Allerdings veränderte der Einbau von fünf Türmen in den Rumpf gegenüber den drei Türmen der Arethusas die Platzverhältnisse unter Deck erheblich. Die Räume für die Besatzung waren auf den neuen Kreuzern extrem eng und unwohnlich.

## Bewaffnung
Während der Ausrüstung der sieben Schiffe des ersten Bauloses führten Fertigungsprobleme bei den Zwillingstürmen für die 133-mm-Geschütze dazu, das Bonaventure nur einen achteren Heckturm und Dido sowie Phoebe nur die beiden unteren Bugtürme erhielten. Die drei Kreuzer erhielten an Stelle der Türme ein 102-mm-Geschütz, das vorrangig Leuchtgranaten verschießen sollte.
Nur Dido erhielt später noch den fünften Turm.

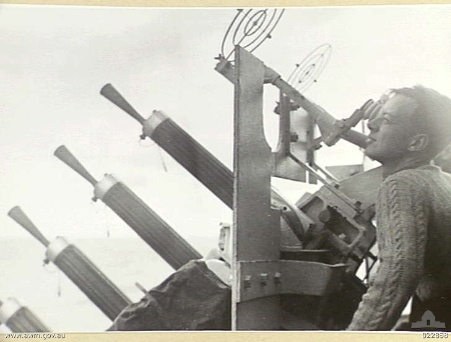
MG Vickers .50 cal

Für die Flugzeugabwehr im Nahbereich verfügten die Dido-Kreuzer über zwei „Pom-Pom“-Vierlingslafetten seitlich des hinteren Schornsteins und zwei schwere Vierfach-Vickers-Maschinengewehre an der Rückseite des Brückenhauses.
Vom zweiten Baulos wurde nur die Cleopatra mit den 133-mm-Geschützen fertiggestellt. Wegen des fortbestehenden Engpasses bei der Turmfertigung für diese Geschütze erhielten die beiden anderen Kreuzer Charybdis und Scylla vier Doppellafetten mit 113-mm-Geschützen hinter Schutzschilden, die sich für die Flugabwehraufgaben der Dido-Klasse als geeignet erwiesen. Diese drei Schiffe, die wegen eines Bombenschadens auf der Bauwerft verspätet fertiggestellte Sirius des ersten Auftrages und Argonaut, das erste Schiff des Kriegsauftrags, das noch nach den Vorkriegsplänen fertiggestellt wurde, kamen alle mit einer verstärkten leichten Flugabwehrbewaffnung (20-mm-Oerlikon-Kanonen, einzelne „Pom-Pom“) in Dienst, mit denen die anderen Einheiten im Lauf des Krieges auch nachgerüstet wurden. 

Alle Kreuzer der Dido-Klasse verfügten neben der beschriebenen Artilleriebewaffnung noch über zwei Dreifach-Torpedorohrsätze auf den Seiten des hinteren Schornsteins. Alle Waffen wurden durch Radar geleitet.

### Bellona-Gruppe
Die letzten fünf Schiffe des 1939 bestellten Kriegsauftrags (Bellona-Klasse) unterschieden sich nur geringfügig von ihren Vorgängern. Eindeutiges Unterscheidungsmerkmal waren gerade Masten und Schornsteine gegenüber der leichten Schrägstellung der elf zuvor gefertigten Didos. Sie trugen durch die Bauplanänderung nur vier Zwillingstürme mit 133-mm-Geschützen und eine verstärkte Nahbereichs-Flugabwehr-Bewaffnung. Diese bestand aus drei „Pom-Pom“-Vierlingslafetten und sechs 20-mm-Oerlikon-Zwillingslafetten. Durch den Wegfall des dritten Bugturms konnte der Brückenaufbau um ein Deck reduziert werden und gestattete durch die verringerte Topplastigkeit die umfassende Radarsteuerung der 133-mm-Türme und der „Pom-Poms“. Dazu war der Schiffskörper im Bugbereich verstärkt, dessen Schwäche bei den Vorläufern sowohl zu Leckagen als auch zu Problemen mit den Türmen geführt hatte, deren Drehkränze sich leicht verzogen.

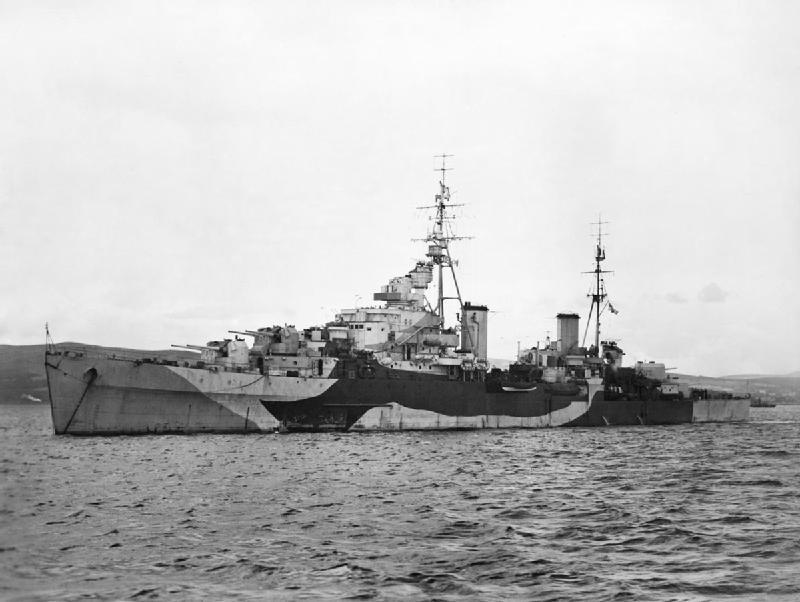
Die HMS Spartan

Soweit bekannt, wurden an der Spartan keinerlei Änderungen vorgenommen.

Die Bellona erhielt im April 1944 vier zusätzliche 20-mm-Oerlikon-Kanonen in Einzellafettierung, weitere acht 20-mm-Geschütze desselben Baumusters wurden im April 1945 montiert.

Die Royalist wurde unmittelbar nach der Fertigstellung zum Flaggschiff eines Geleitflugzeugträger-Verbands umgebaut. Dazu wurde sie zusätzlich mit zwei 20-mm-Zwillingskanonen und vier 20-mm-Geschützen auf Einzellafetten ausgestattet. Sie war das einzige Schiff der Klasse, das nach dem Krieg grundlegend modernisiert wurde.

Black Prince und Diadem erhielten in den Anfangsmonaten 1945 acht zusätzliche 20-mm-Geschütze auf Einzellafetten sowie zwei Doppellafetten mit 20-mm-Kanonen.

## Einsätze
Die Kreuzer der Dido- und Bellona-Klasse waren ab 1941 in allen Hauptkampfgebieten der Royal Navy im Einsatz. An die Schiffe der Dido-Klasse wurden für erfolgreiche Teilnahme an Gefechten in über 20 Gebieten/Gefechten von der Arktis über das Mittelmeer bis nach Okinawa über 80 battle honours verliehen.

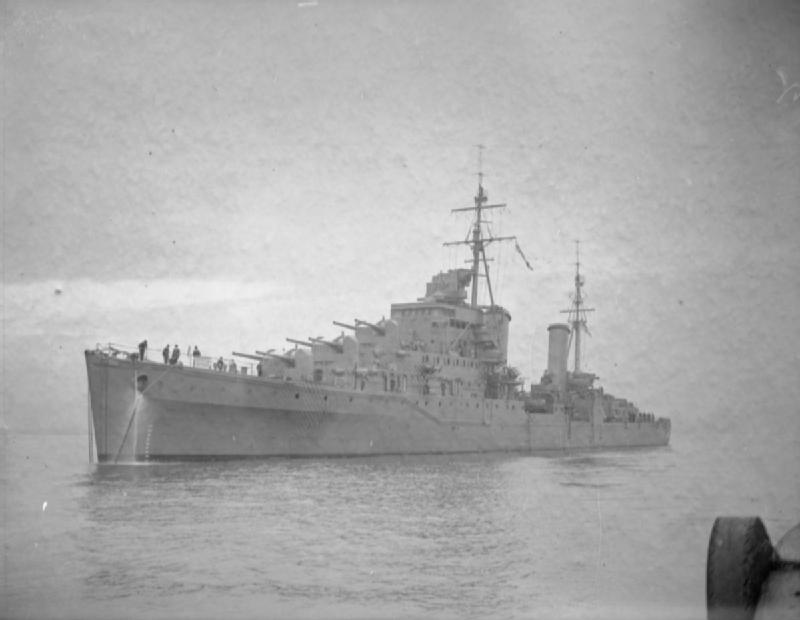
HMS Bonaventure

Hauptkampfgebiet der Kreuzer war lange das Mittelmeer, wo am 31. März 1941 die Bonaventure südlich von Kreta als erstes Schiff der Klasse verlorenging, während sie einen Geleitzug auf dem Weg von Griechenland nach Alexandria eskortierte. Beim Untergang des vom italienischen U-Boot Ambra torpedierten Kreuzers starben 139 Besatzungsmitglieder. Als einziges Schiff der Klasse ging die Bonaventure verloren, bevor sie mit einer battle honour ausgezeichnet wurde.
Am 29. Mai 1941 wurde die Dido zusammen mit dem Leichten Kreuzer Orion durch deutsche Bomben schwer beschädigt, nachdem sie während des britischen Rückzugs von Kreta Truppen an Bord genommen hatten. Die notdürftig reparierte Dido wurde noch eine Zeitlang weiter eingesetzt, ehe sie im August in die USA ging, um im Brooklyn Navy Yard bis zum Ende des Jahres sorgfältig repariert zu werden. Am 27. August 1941 wurde die Phoebe auf einer Versorgungsfahrt in das belagerte Tobruk von italienischen Torpedobombern attackiert und getroffen. Der Treffer kostete acht Besatzungsmitgliedern das Leben und richtete erhebliche Schäden an. Nach einer Notreparatur in Alexandria verlegte die Phoebe im Oktober 1941 durch den Sueskanal und über Kapstadt zur Reparatur in die USA und war erst im Juni 1942 wieder einsatzbereit.
Am 11. März 1942 wurde die Naiad auf dem Rückmarsch von einer Patrouillenfahrt vom deutschen U-Boot U 565 versenkt, wobei 82 Besatzungsmitglieder ums Leben kamen. Den Untergang des zweiten Schiffes der Klasse überlebten 582 Seeleute.
Am 16. Juni 1942 ging dann auch die Hermione verloren, die auf dem Rückmarsch von der abgebrochenen Operation Vigorous nördlich der ägyptischen Küste vom deutschen U-Boot U 205 versenkt wurde. 87 Mann ließen beim Untergang des Kreuzers ihr Leben. Am 23. Oktober 1942 fiel die Phoebe erneut für längere Zeit aus. Der Kreuzer, der im Südatlantik nach deutschen Blockadebrechern suchen sollte, wurde auf dem Marsch von Südafrika nach Freetown vor der Küste von Französisch-Äquatorialafrika von zwei Torpedos des deutschen U-Boots U 161 getroffen, die 57 Besatzungsangehörige sofort töteten. Der schwer beschädigte Kreuzer konnte nach Pointe-Noire eingebracht werden. In flachem Wasser auf Grund gesetzt, war eine zweimonatige Notreparatur notwendig, um den Kreuzer wieder schwimmfähig zu machen. Im Dezember 1942 verlegte er dann in die USA und war erst im August 1943 wieder voll einsatzbereit.

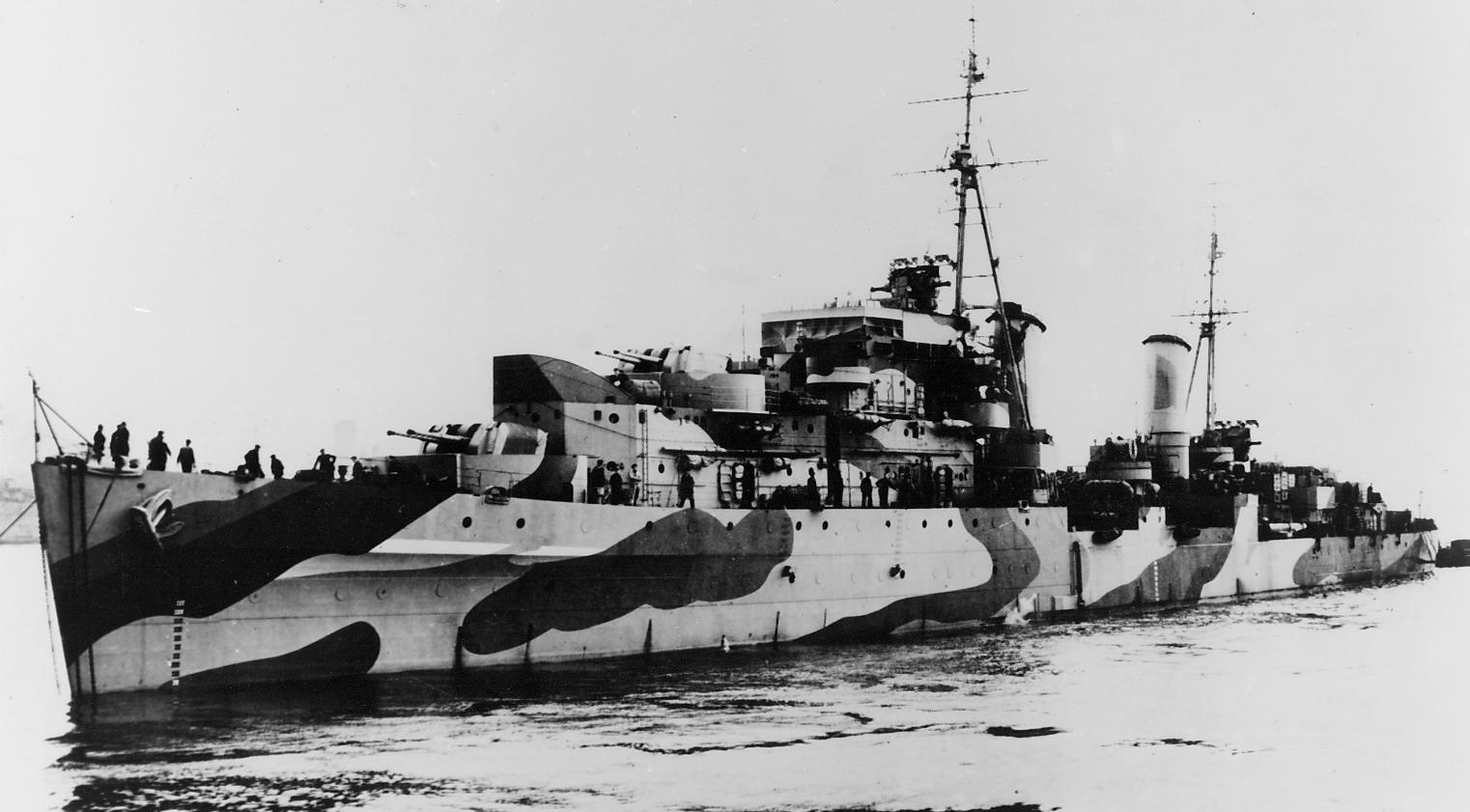
Die mit 4,5-in-Geschützen ausgerüstete HMS Charybdis

Am 16. Juli 1943 wurde vor Sizilien die Cleopatra vom italienischen U-Boot Dandolo torpediert und schwer beschädigt. Nach Notreparaturen in Malta ging der Kreuzer zur gründlichen Reparatur in die USA. Erst im November 1944 war die Cleopatra bedingt einsatzbereit.
Am 7. Oktober 1943 erhielt die Sirius in der Ägäis schwere Bombentreffer und war erst im Februar 1944 wieder einsatzbereit.
Am 23. Oktober 1943 wurde Charybdis durch deutsche Flottentorpedoboote im Ärmelkanal mit Torpedos versenkt. Über 400 Besatzungsangehörige verloren ihr Leben.
Am 29. Januar 1944 wurde Spartan vor Anzio durch eine ferngesteuerte Henschel Hs 293 versenkt. 46 Mann starben beim Untergang des Flugabwehrkreuzers.
Am 23. Juni 1944 erlitt die Scylla bei der Sicherung der Landungsbereiche in der Normandie einen Grundminentreffer. Sie konnte noch nach Portsmouth eingebracht werden. Eine Reparatur erschien allerdings kaum möglich und wurde auch nicht mehr durchgeführt.
Die als letztes Schiff der Klasse in Dienst gekommene Diadem war in der Nacht zum 28. Januar 1945 am letzten Gefecht mit deutschen Überwassereinheiten beteiligt, als sie mit der Mauritius vor der norwegischen Küste drei deutsche Zerstörer am Marsch in die Ostsee hindern sollte.

Anfang Mai 1945 waren die Diadem, Bellona und Dido in den Gewässern vor Norwegen im Einsatz; im Mittelmeer befanden sich Sirius und die auf dem Marsch nach Fernost befindliche Cleopatra. Die Eastern Fleet im Indischen Ozean verfügte über die Royalist und die Phoebe; Teil der britischen Pazifikflotte waren die drei übrigen Kreuzer der Klasse (Black Prince, Argonaut und Euryalus).

## Die Kreuzer derDido-Klasse
| Name             | Bauwerft                     | Baubeginn  | Stapellauf | fertig     | Endschicksal |
| ---------------- | ---------------------------- | ---------- | ---------- | ---------- | --- |
| Bonaventure (31) | Scotts BauNr. 575            | 30.08.1937 | 19.04.1939 | 24.05.1940 | am 31. März 1941 vom italienischen U-Boot Ambra versenkt                                                                           |
| Naiad (93)       | Hawthorn Leslie BauNr. 613   | 26.08.1936 | 3.02.1939  | 24.07.1940 | am 11. März 1942 vom deutschen U-Boot U 565 versenkt                                                                               |
| Dido (37)        | Cammell Laird                | 26.10.1937 | 18.07.1939 | 30.09.1940 | 1957 in Barrow-in-Furness verschrottet                                                                                             |
| Phoebe (43)      | Fairfields BauNr. 666        | 2.09.1937  | 25.03.1939 | 27.09.1940 | 1956 in Blyth verschrottet |
| Hermione (74)    | Stephens BauNr. 560          | 6.10.1937  | 18.05.1939 | 25.03.1941 | am 16. Juni 1942 vom deutschen U-Boot U 205 versenkt                                                                               |
| Euryalus (42)    | Chatham DY                   | 21.10.1937 | 6.06.1939  | 30.06.1941 | 1959 in Blyth verschrottet |
| Charybdis (88)   | Cammell Laird 2. Baulos      | 9.11.1938  | 17.09.1940 | 2.12.1941  | 4.5 in-Hauptbewaffnung; am 23. Oktober 1943 durch deutsche Flottentorpedoboote im Ärmelkanal versenkt                              |
| Cleopatra (33)   | Hawthorn Leslie BauNr. 621   | 5.01.1939  | 27.03.1940 | 5.12.1941  | 1958 in Newport verschrottet |
| Sirius (82)      | Portsmouth DY 1. Baulos      | 6.04.1938  | 16.09.1940 | 6.05.1942  | 1956 in Blyth verschrottet |
| Scylla (98)      | Scotts BauNr. 580, 2. Baulos | 19.04.1939 | 24.07.1940 | 12.06.1942 | 4,5-in-Hauptbewaffnung; am 23. Juni 1944 vor Normandie schwerst beschädigt, nie vollständig repariert, 1950 in Barrow verschrottet |
| Argonaut (61)    | Cammell Laird 3. Baulos      | 21.11.1939 | 6.09.1941  | 8.08.1942  | 1955 in Newport verschrottet |

### DieBellona-Unterklasse
| Name              | Bauwerft                   | Baubeginn  | Stapellauf | fertig     | Endschicksal                                                                                   |
| ----------------- | -------------------------- | ---------- | ---------- | ---------- | ---------------------------------------------------------------------------------------------- |
| Spartan (95)      | V.A. Barrow                | 21.12.1939 | 27.08.1942 | 12.07.1943 | am 29. Januar 1944 vor Anzio durch Gleitbombe versenkt                                         |
| Royalist (89)     | Scotts BauNr. 585          | 21.03.1940 | 30.05.1942 | 10.09.1943 | RNZN 1956–1967, 1968 in Osaka verschrottet                                                     |
| Bellona (63)      | Fairfields BauNr. 679      | 30.11.1939 | 29.09.1942 | 29.10.1943 | RNZN 1948–1956, 1959 in Barrow verschrottet                                                    |
| Black Prince (81) | Harland & Wolff            | 1.12.1939  | 27.08.1942 | 30.11.1943 | RNZN 1948–1962, 1962 in Osaka verschrottet                                                     |
| Diadem (84)       | Hawthorn Leslie BauNr. 585 | 15.12.1939 | 26.08.1942 | 6.01.1944  | 1956 Abgabe an Pakistan; umbenannt in Babur, dann Jahangir. 1961 Schulschiff. 1985 gestrichen. |

## Trivia
Auf der „Royalist“ diente unter anderem der spätere Roman-Autor Alistair MacLean. Mit seinem Welterfolg Die Männer der Ulysses setzte er 1955 den Kreuzern der Dido-Klasse und ihren Einsätzen im Nordmeer ein literarisches Denkmal.